# Кутурчин
Кутурчин—поселок в Партизанском районе Красноярского края в составе Минского сельсовета.

## География
Находится на левом берегу реки Мина примерно в 62 километрах по прямой на юг от районного центра села Партизанское .

## Климат
Климат умеренно холодный, континентальный. Вегетационный период продолжается, в среднем, 135 дней-148 дней, а безморозный в среднем 96 дней, с колебаниями в отдельные годы от 105 до 79 дней. Устойчивый снежный покров лежит более пяти месяцев (в среднем с первой декады ноября до конца апреля). Средняя высота снежного покрова под пологом составляет 56 см, на открытых участках — 19 см. Среднегодовое количество осадков 375 мм. Средняя температура воздуха за год −0,9°С.

## Население
Постоянное население составляло 37 человека в 2002 году (92 % русские), 27 в 2010.

## Инфраструктура
Бывший участок леспромхоза. База отдыха. Исходный пункт туристических походов по Кутурчинскому Белогорью.